# William Njovu
William Njovu (Lusaca, 4 de março, 1987), é um futebolista da Zâmbia que atua como meia. Atualmente defende o Kiryat Shmona de Israel.

## Carreira
Njovu integrou a Seleção Zambiana de Futebol que disputou o Campeonato Africano das Nações de 2013.